# Монастырь Святого Серафима Саровского (Сан-Феличе)
Монастырь Святого Серафима Саровского (итал. Monastero Ortodosso di San Serafino di Sarov) — православный мужской монастырь Лунийской епархии Церкви истинно-православных христиан Греции (Синод Хризостома), расположенный в местечке Сан-Феличе, близ города Пистоя, в Италии.

## История
Фонд, ставший основой для создания монастыря, был образован в 1985 году архимандритом Силуаном (Ливи). В качестве места размещения обители стало поместье в местечке Сан-Феличе близ города Пистоя, в Италии. При открывшемся монастыря была основана Богословская школа имени святого Григория Великого.
Постановлением президента Итальянской Республики от 14 января 1998 года монастырь получил официальную государственную регистрацию в качестве традиционной православной ассоциации.
В храме в честь святых мучеников Александра и Агапита слева от входа находится главная святыня монастыря — рака с мощами святого мученика Александра Римского.
В церкви также находятся частицы мощей: святого Серафима Саровского (подарены митрополитом Нижегородским Николаем (Кутеповым)), святых апостолов Симона Зилота и Матфея, священномученика Ипполита Римского, святого Иосифа Каппадокийского, святых мучеников Иоанна и Павла Римских, святых мучеников Вита и Модеста, святого архидиакона Викентия, святых мучениц Лукины и Агафии, святителя Иоанна Златоустого, святых преподобных Антония Великого и Венедикта Нурсийского, частица Животворящего Креста и часть посоха Иосифа Обручника.
В монастыре ведётся обширная переводческая, издательская и просветительская деятельность на итальянском языке. Монастырь несколько раз посещал Андрей Тарковский